# Gövatten
Gövatten är en sjö i Kungsbacka kommun i Halland och ingår i Kungsbackaån-Göta älvs kustområde. Gövatten ligger i Sandsjöbacka Natura 2000-område. Sjön är 6,9 meter djup, har en yta på 0,02 kvadratkilometer och är belägen 80 meter över havet.